# 林接彪
林接彪（1914年—1989年），中国人民解放军将领、中国人民解放军开国少将。
曾任中国人民解放军北京军区防空军政委。1955年，授予中国人民解放军少将。